# Otto Pérez Molina

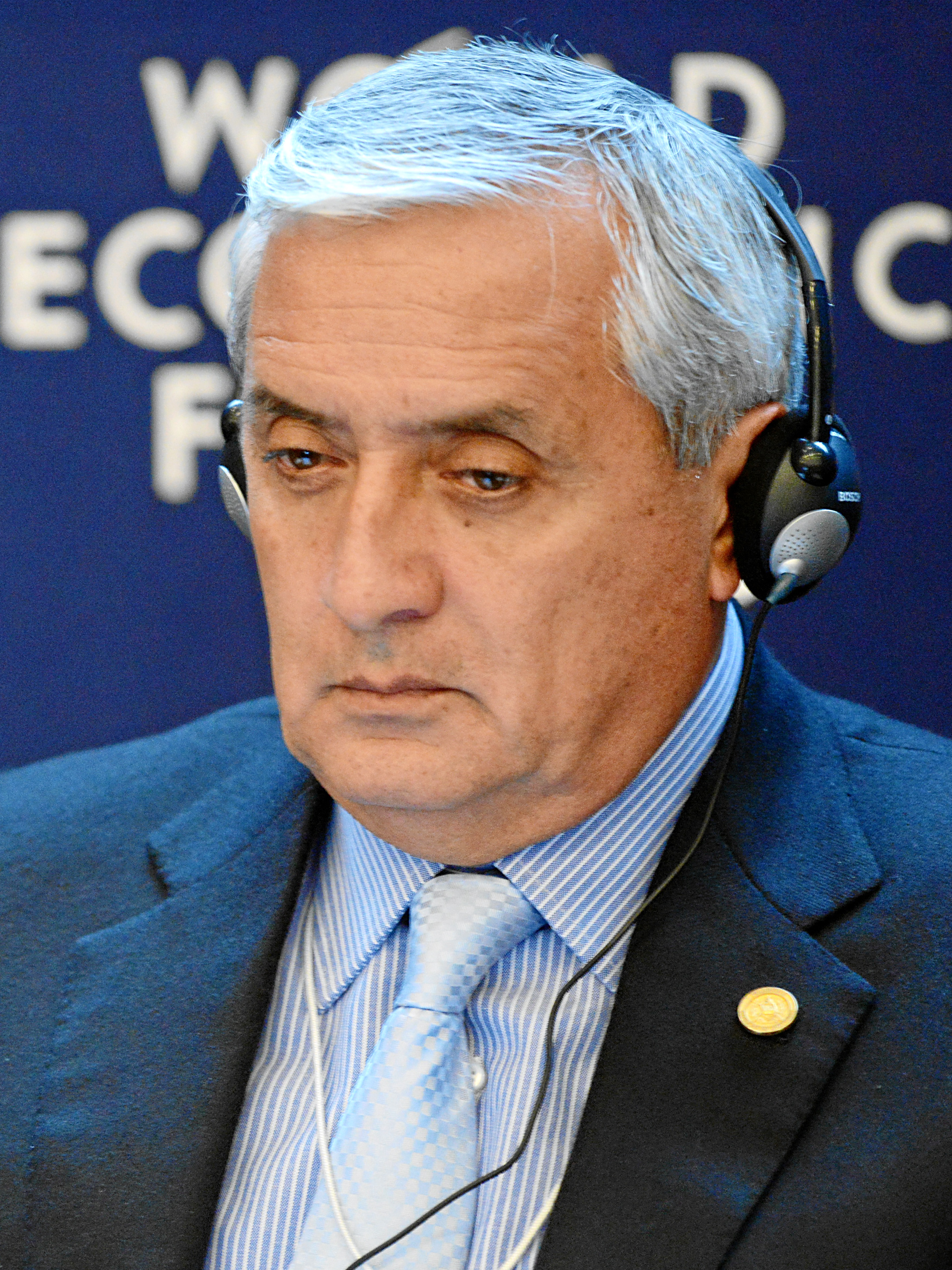
Otto Pérez Molina in 2013

Otto Pérez Molina (Guatemala-Stad, 1 december 1950) is een Guatemalteeks militair en politicus van de Patriottische Partij (PP). Van 2011 tot 2015 was hij president van Guatemala.
Pérez is afgestudeerd aan de omstreden School of the Americas en diende als directeur van de militaire inlichtingendienst en inspecteur-generaal van het leger. Hij steunde in 1983 de staatsgreep van Óscar Humberto Mejía Victores tegen Efraín Ríos Montt. Pérez' rol als militair is niet onomstreden, daar zijn carrière voor een groot deel samenviel met de Guatemalteekse burgeroorlog (1960-1996) waarin het leger, daaronder de militaire inlichtingendienst die Pérez in 1992-1993 leidde, zich aan enorme wreedheden schuldig maakte. Pérez leidde in 1982-83 als majoor (met de schuilnaam Tito Arias) een eenheid die huishield in het Ixil-gebied waar het leger zijn grootste misdaden pleegde. Ofschoon Pérez heeft erkend dat het leger misdaden heeft begaan, heeft hij altijd ontkend daar persoonlijk betrokken bij te zijn geweest. In 1993 speelde hij een belangrijke rol bij het handhaven van de grondwettelijke orde tijdens de couppoging van president Jorge Serrano. Pérez was hoofd van de presidentiële garde onder Ramiro de León Carpio (1993-1996) en vertegenwoordigde het leger in de onderhandelingen die leidden tot de vredesakkoorden waarbij in 1996 de meer dan dertigjarige burgeroorlog beëindigde. Pérez was een van de ondertekenaars van het Akkoord van Vaste en Duurzame Vrede.
Hierna nam Pérez ontslag uit het leger en richtte de PP op; in de maanden rond de oprichting van de partij werden verschillende aanslagen gepleegd op het leven van zijn familieleden. In 2003 werd hij gekozen in het Congres van Guatemala. In 2007 nam hij voor de PP deel aan de presidentsverkiezingen; hij beloofde een "harde hand" tegen de misdaad en stelde voor de doodstraf opnieuw in te voeren. Op 9 september 2007 werd hij tweede in de eerste ronde van de presidentsverkiezingen, en op 4 november werd hij in de tweede ronde verslagen door Álvaro Colom van de Nationale Eenheid van de Hoop (UNE).
In juni 2008 werd Pérez beschuldigd van betrokkenheid bij een corruptieschandaal rond congresvoorzitter Eduardo Meyer, die gespeculeerd had met publieke gelden; deze beschuldiging kon echter niet bewezen worden.
In 2011 won Pérez eindelijk de presidentsverkiezingen; hij versloeg in de tweede ronde Manuel Baldizón. Pérez werd op 14 januari 2012 ingehuldigd als president; hij is de eerste militair die president is geworden sinds de terugkeer van de democratie in 1985. Tijdens zijn aantreden kondigde Pérez aan het leger in te willen zetten in de strijd tegen de drugscriminaliteit. Op een conferentie van Centraal-Amerikaanse staatshoofden in maart baarde hij echter opzien door zich uit te spreken voor de legalisering van drugs.
Op 3 september 2015 trad Pérez af als president, nadat hij eerder door een stemming in het parlement zijn onschendbaarheid was kwijtgeraakt en er een arrestatiebevel tegen hem was uitgevaardigd. Pérez werd verdacht van het aannemen van steekpenningen, het plegen van fraude en betrokkenheid bij illegale activiteiten. Sedertdien brengt hij zijn tijd door in verzekerde bewaring en ontkent hij de beschuldigingen. Pérez werd in 2022 veroordeeld tot een celstraf van 16 jaar voor belastingfraude en criminele samenzwering. Begin januari 2024 werd hij na jarenlange hechtenis op borgtocht vrijgelaten.